# 格蘭·蕭
格蘭·蕭（英語：Grant Show，1962年2月27日—）是美國的一位演員。他最著名的作品是在1992年至1997年期間出演飛越情海中的Jake Hanson角色。格蘭·蕭出生在底特律。